# Falcon et le Soldat de l'hiver
WandaVision Loki
Falcon et le Soldat de l'hiver (The Falcon and the Winter Soldier) est une mini-série américaine de six épisodes diffusée à partir du 19 mars 2021 sur la plateforme de streaming Disney+. Produite par Marvel Studios, il s'agit de la deuxième série de l'univers cinématographique Marvel sur cette plateforme et elle fait partie de la phase IV de cet univers. 
La série est basée sur les personnages de Sam Wilson / le Faucon et de Bucky Barnes / le Soldat de l'Hiver issus des comics Marvel. Anthony Mackie et Sebastian Stan reprennent leurs rôles respectifs de Sam Wilson et de Bucky Barnes apparus au cinéma. Ils sont accompagnés par Daniel Brühl (Helmut Zemo), Emily VanCamp (Sharon Carter), Erin Kellyman (Karli Morgenthau) et Wyatt Russell (John Walker). 
La série est officiellement confirmée en avril 2019 et la diffusion de ses 6 épisodes débute le 19 mars 2021 pour s'achever le 23 avril sur l'inscription « Captain America et le Soldat de l'Hiver ».

## Synopsis
Six mois après la fin des évènements liés à Thanos,, Bucky Barnes fait équipe avec Sam Wilson, qui possédait le bouclier de Captain America avant de le remettre au gouvernement. Les deux hommes vont se lancer dans une aventure planétaire et vont devoir faire face aux Flag-Smashers, un groupe terroriste possédant des capacités physiques hors du commun, cherchant à faire revenir le monde à son état pendant l'Éclipse, et dirigé par Karli Morgenthau. Ils ont obtenu leurs capacités en volant le sérum des super-soldats à Power Broker, le dirigeant de l'île criminelle de Madripoor. Ils sont également confrontés à John Walker, un ancien militaire choisi par le gouvernement et le Conseil Mondial de Rapatriement (l'organisme international créé pour gérer les conséquences du retour des personnes disparues durant l'Éclipse) pour être le nouveau Captain America et qui a donc récupéré le bouclier. Afin de faire face aux Flag-Smashers, Sam et Bucky vont faire évader leur vieil ennemi Helmut Zemo de prison afin de conclure une alliance avec lui et tous les trois vont faire cavale ensemble. Ils vont aussi croiser la route de Sharon Carter,, qui, après les événements de Captain America : Civil War, est devenue une ennemie d'État et s'est justement réfugiée à Madripoor, où elle fait maintenant du trafic d’œuvres d'art. De nombreuses péripéties aboutissent à la transformation de John Walker en U.S. Agent et de Sam Wilson en Captain America.

## Distribution

### Acteurs principaux
Note : Les acteurs ci-dessous sont crédités dans la distribution principale uniquement dans les épisodes où ils apparaissent.
- Sebastian Stan (VF : Axel Kiener ; VQ : Nicholas Savard L'Herbier) : James « Bucky » Barnes / le Soldat de l'hiver / le Loup blanc
- Anthony Mackie (VF : Jean-Baptiste Anoumon ; VQ : Michel M. Lapointe) : Sam Wilson / Falcon / Captain America
- Wyatt Russell (VF : Mario Bastelica ; VQ : Martin Watier) : John Walker / Captain America / U.S. Agent
- Erin Kellyman (VF : Jessica Monceau ; VQ : Ludivine Reding) : Karli Morgenthau, meneuse des Flag-Smashers
- Danny Ramirez (VF : Jim Redler ; VQ : Nicolas Bacon) : lieutenant Joaquin Torres, officier traitant du DoD (5 épisodes)
- Georges St-Pierre (VF et VQ : lui-même) : Georges Batroc (3 épisodes)
- Adepero Oduye (VF : Virginie Emane ; VQ : Florence Blain Mbaye) : Sarah Wilson, sœur de Sam Wilson (5 épisodes)
- Don Cheadle (VF : Sidney Kotto ; VQ : François L'Écuyer) : le colonel James « Rhodey » Rhodes / War Machine (1 épisode)
- Daniel Brühl (VF : Damien Witecka ; VQ : Louis-Philippe Berthiaume) : Helmut Zemo / Baron Zemo (5 épisodes)
- Emily VanCamp (VF : Anne Tilloy ; VQ : Émilie Josset) : Sharon Carter / Power Broker (4 épisodes)
- Florence Kasumba (VF : Laëtitia Guedon ; VQ : Catherine Renaud) : Générale Ayo, guerrière des Dora Milaje du Wakanda (3 épisodes)
- Julia Louis-Dreyfus (VF : Véronique Augereau ; VQ : Valérie Gagné) : Comtesse Valentina Allegra de Fontaine (2 épisodes)

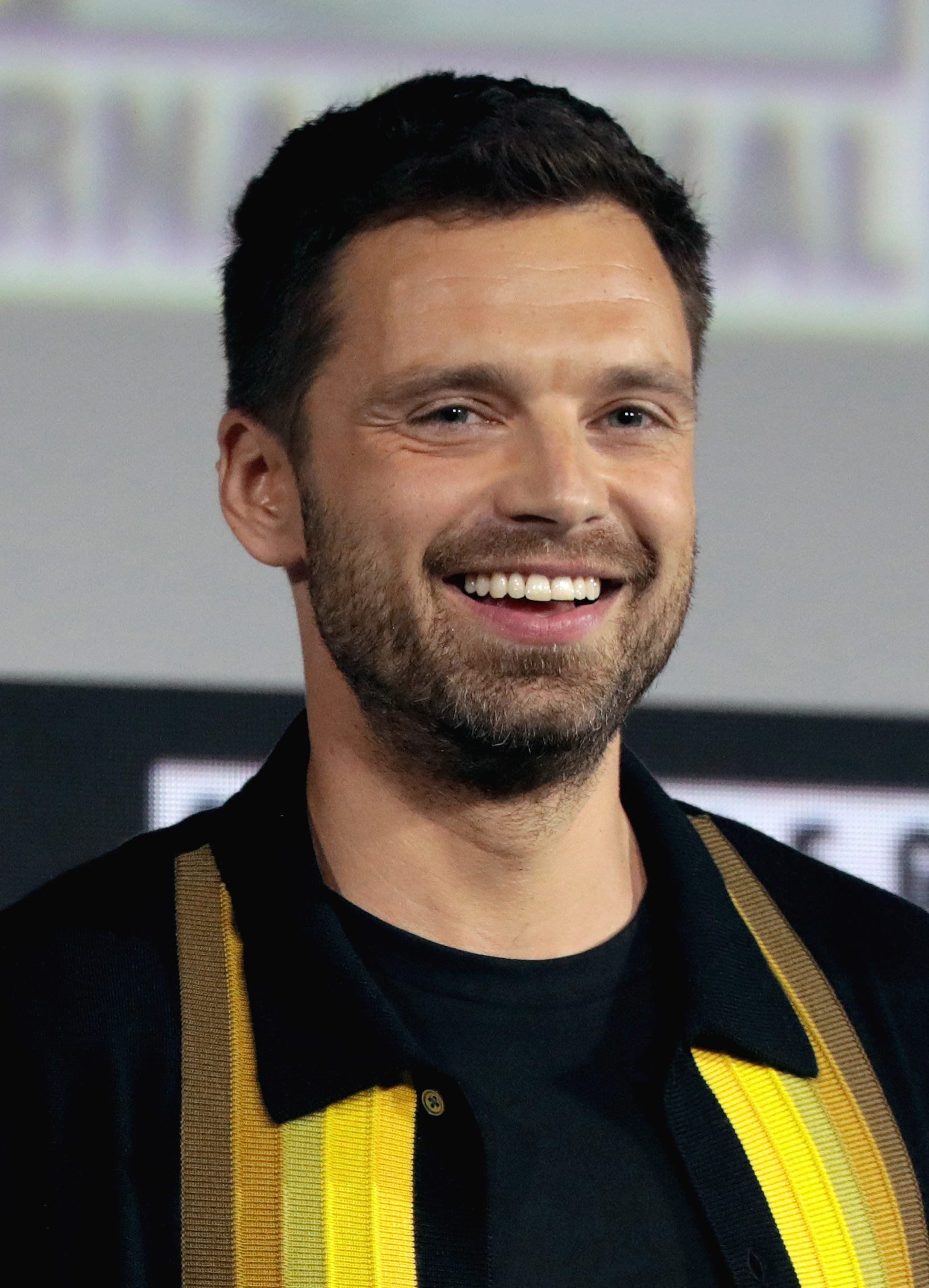
Sebastian Stan dans le rôle de Bucky Barnes
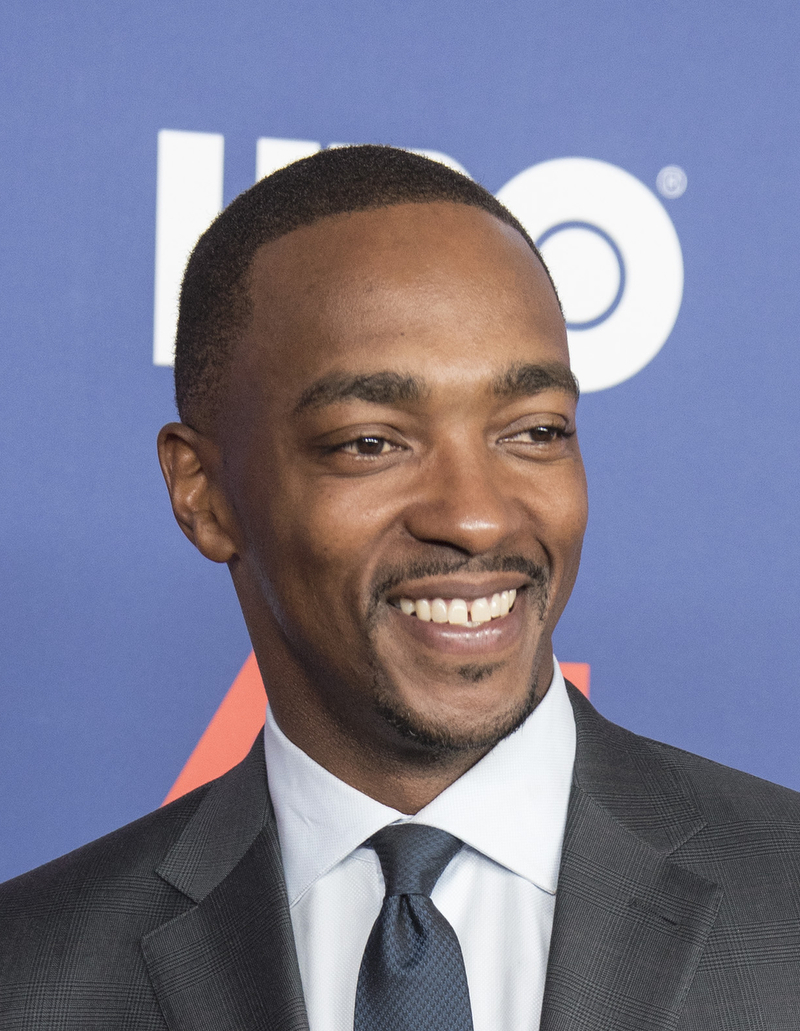
Anthony Mackie dans le rôle de Sam Wilson
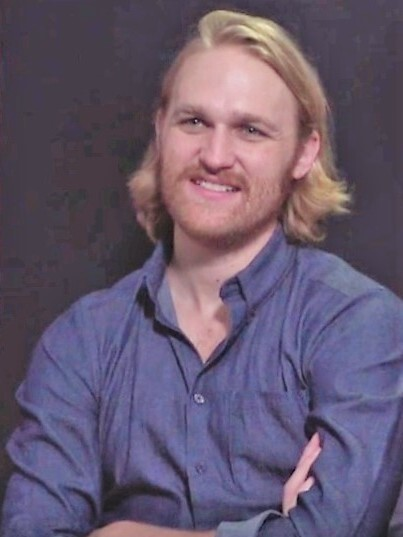
Wyatt Russell dans le rôle de John Walker
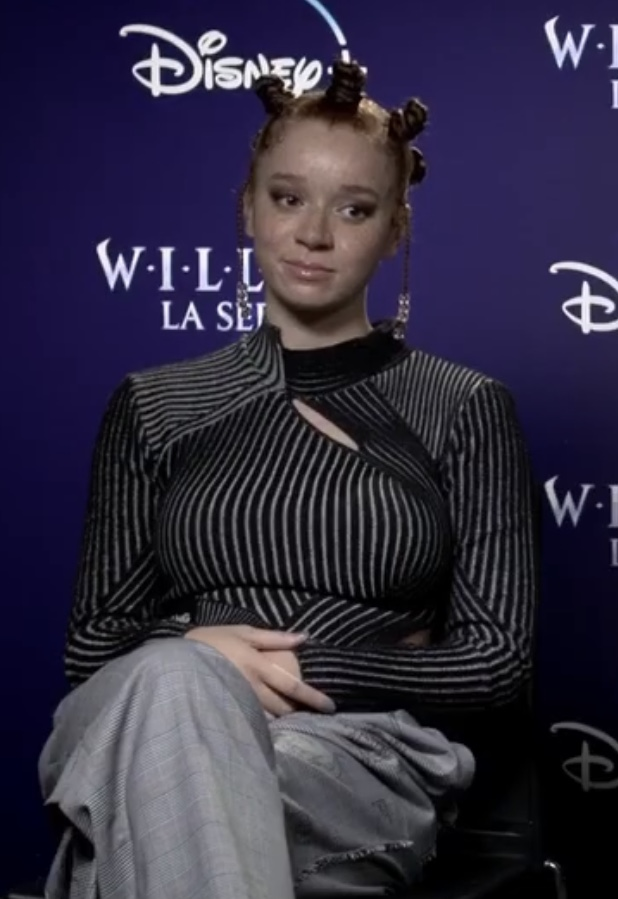
Erin Kellyman dans le rôle de Karli Morgenthau
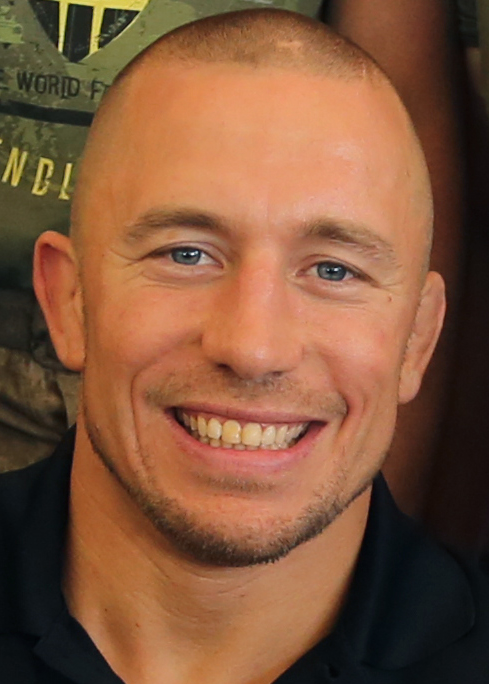
Georges St-Pierre dans le rôle de Georges Batroc
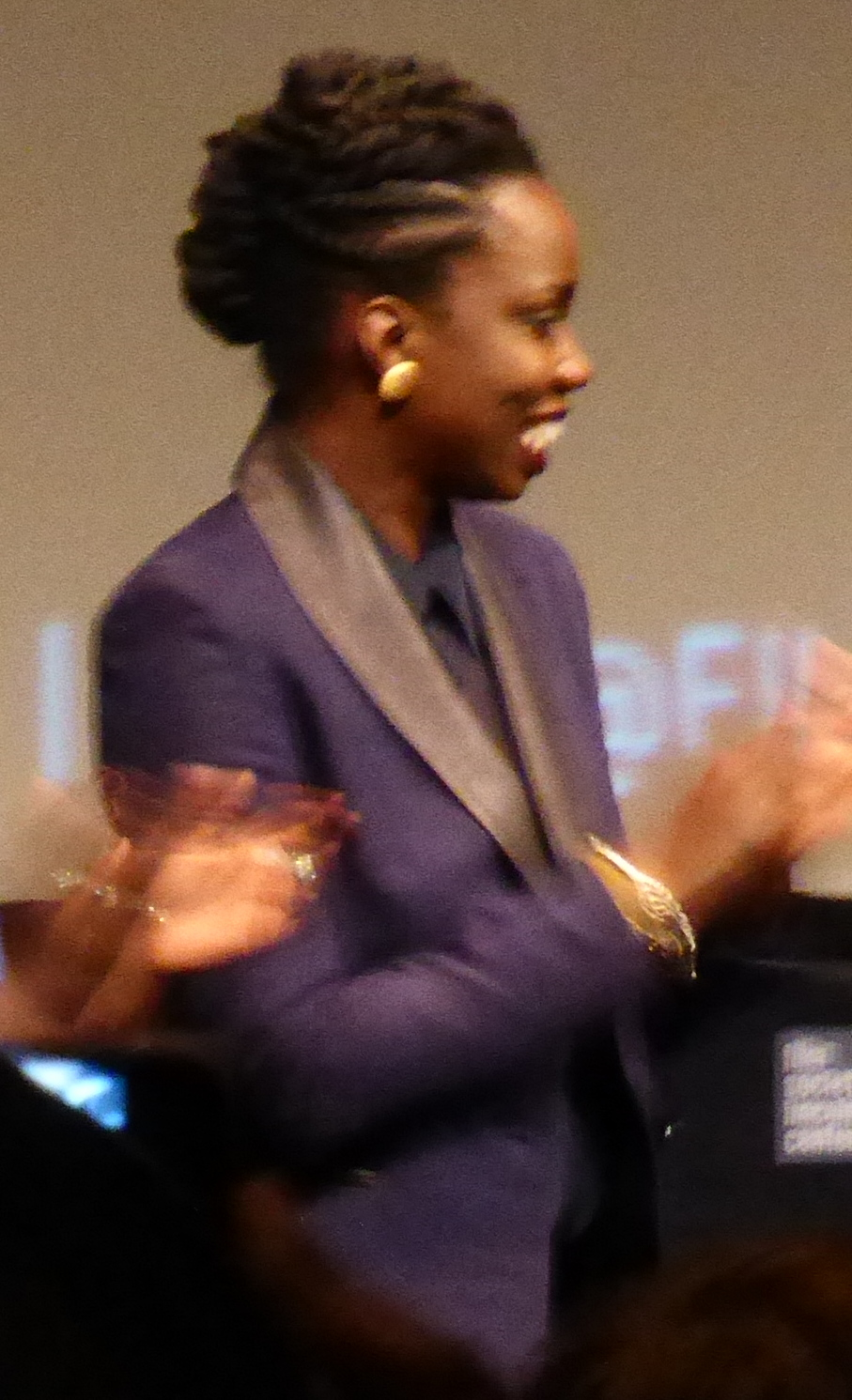
Adepero Oduye dans le rôle de Sarah Wilson
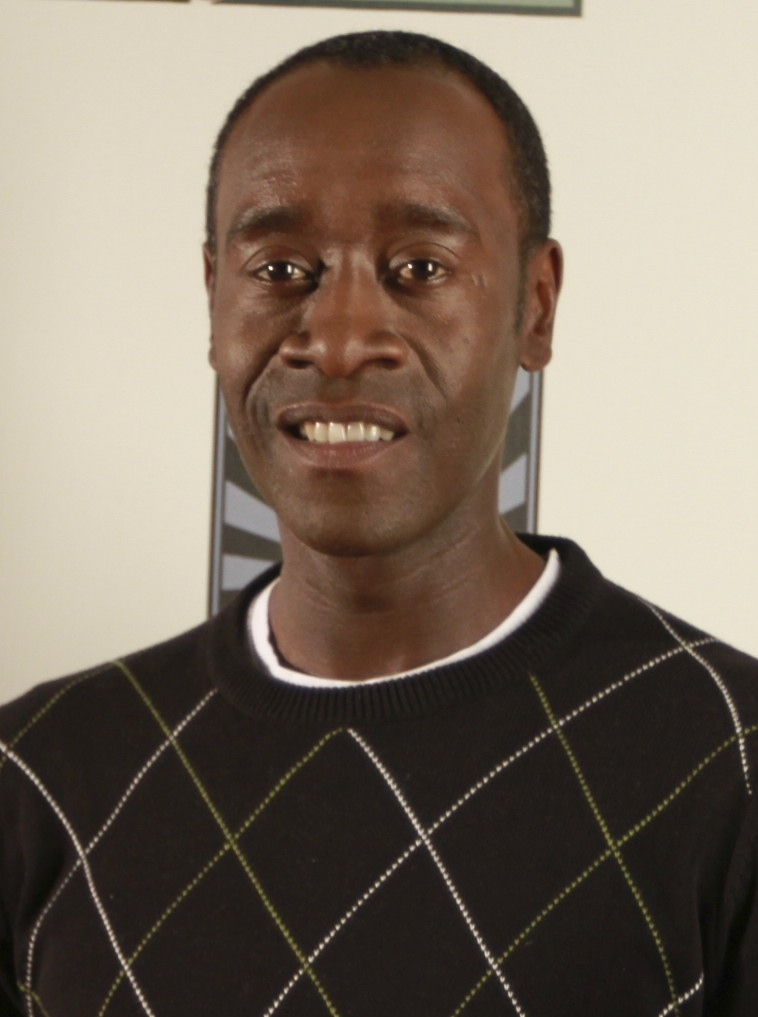
Don Cheadle dans le rôle de James Rhodes
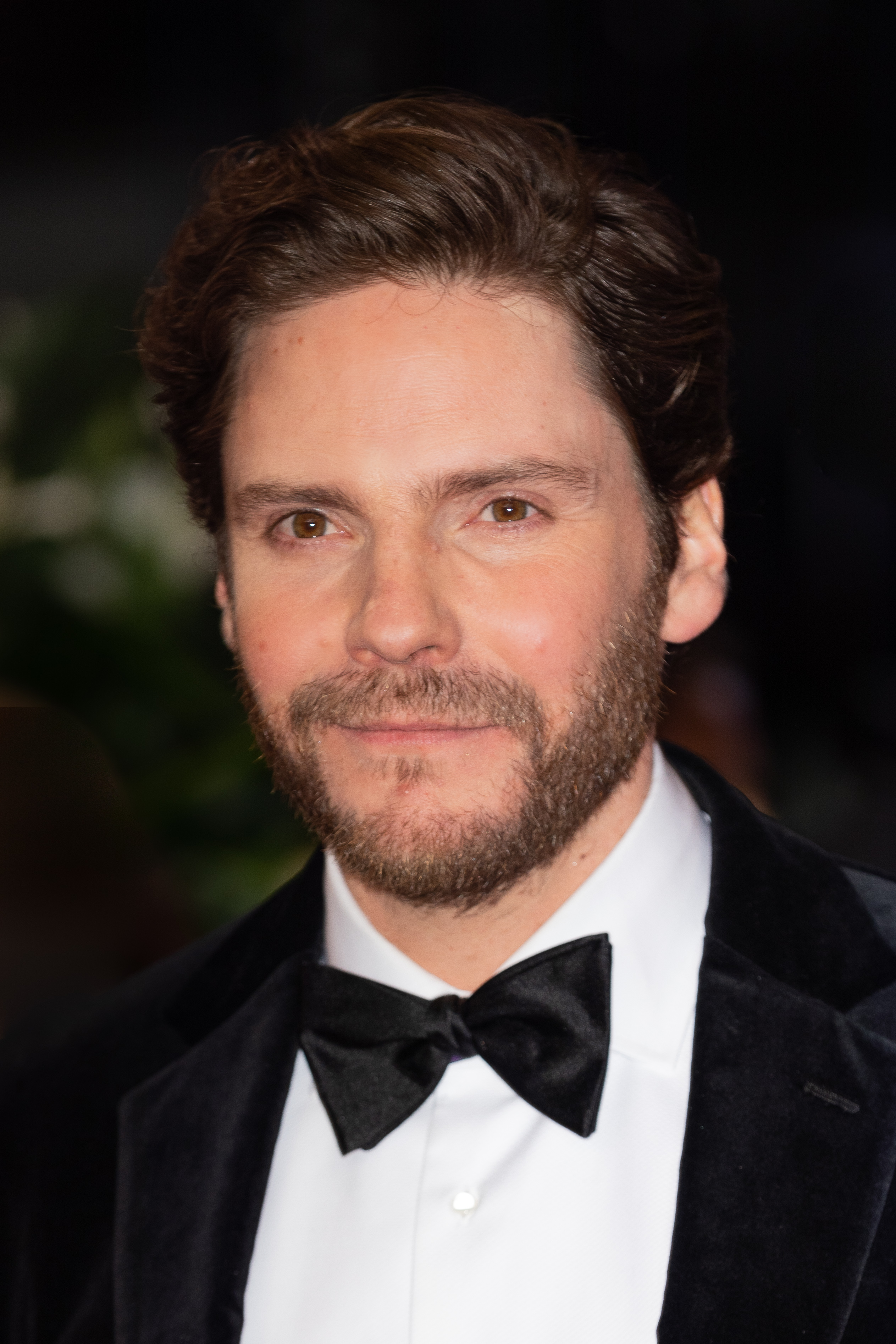
Daniel Brühl dans le rôle d'Helmut Zemo
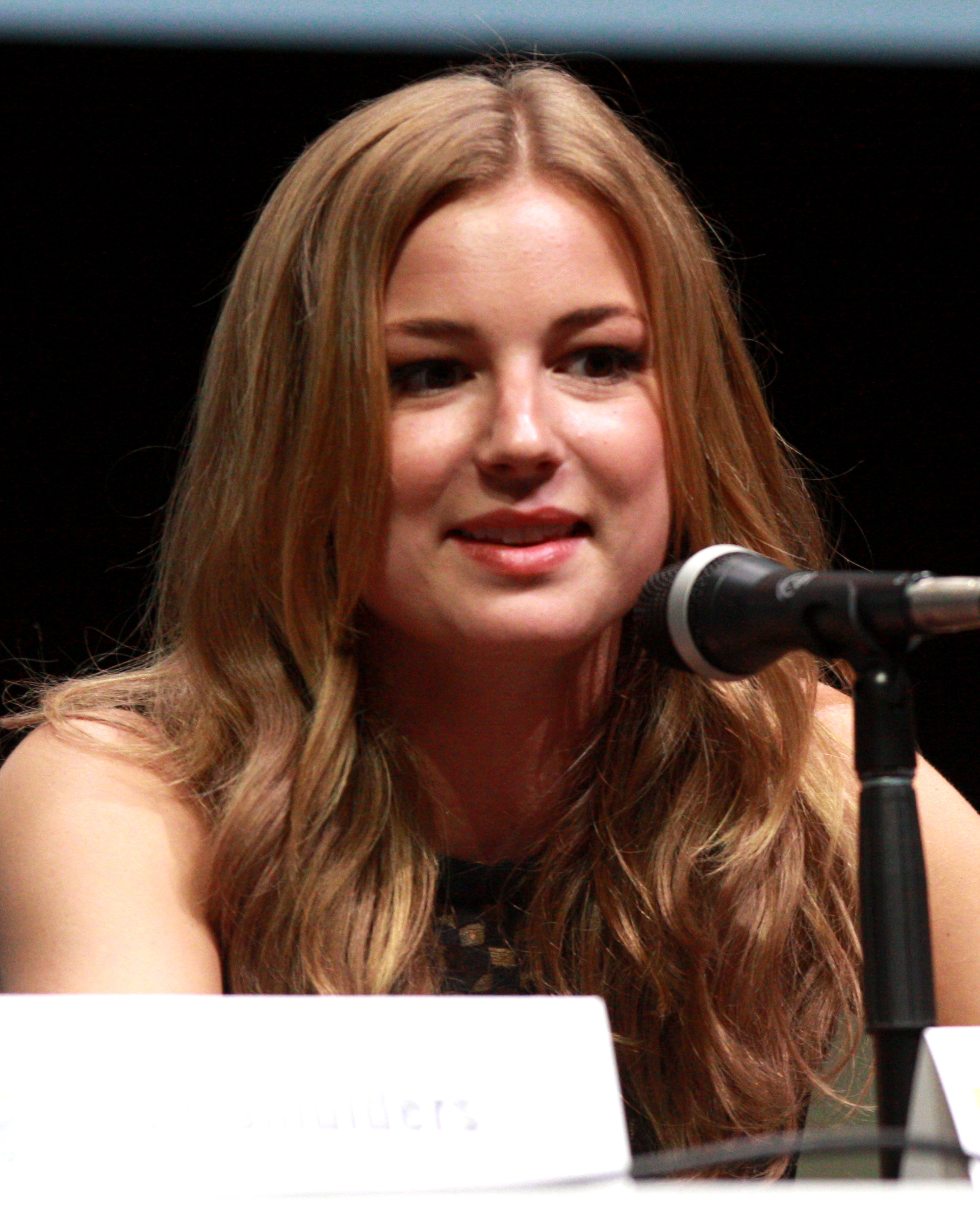
Emily VanCamp dans le rôle de Sharon Carter
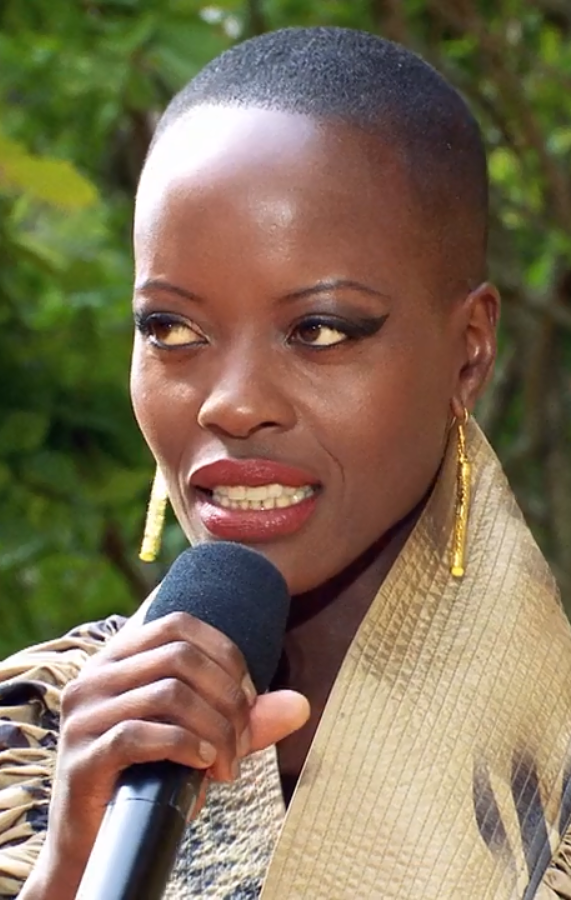
Florence Kasumba dans le rôle d'Ayo
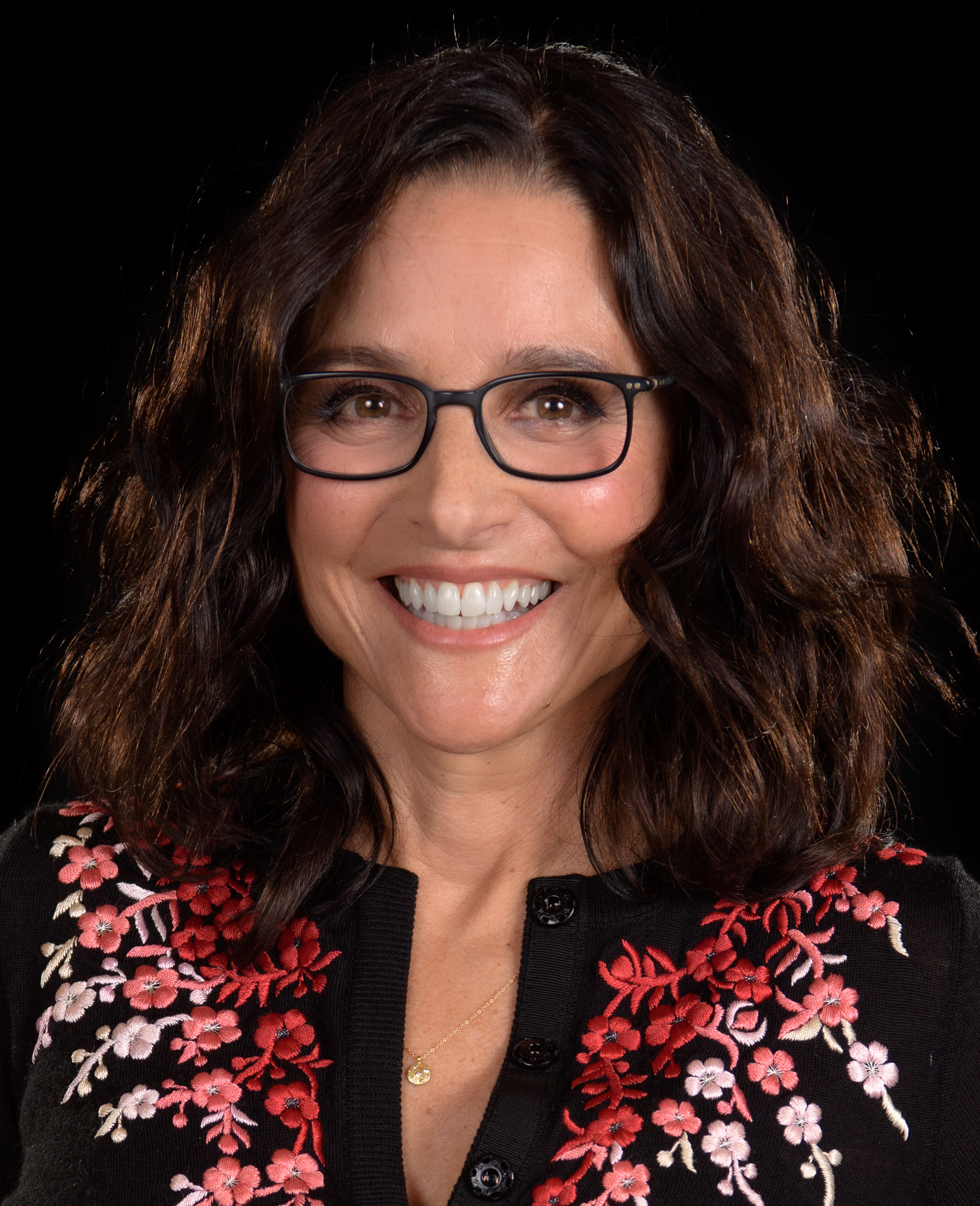
Julia Louis-Dreyfus dans le rôle de Valentina Allegra de Fontaine

### Acteurs récurrents
- Clé Bennett (VF et VQ : Mohad Sanou) : Lemar Hoskins / Battlestar
- Desmond Chiam (VF et VQ : Gilduin Tissier) : Dovich
- Noah Mills (VF et VQ : Marc Arnaud) : Nico
- Amy Aquino (VF et VQ : Anne Sinigalia) : Dr Christina Raynor, thérapeute de Barnes
- Carl Lumbly (VF : Greg Germain ; VQ : Fayolle Jean) : Isaiah Bradley
- Elijah Richardson (es) : Eli Bradley
- Alphie Hyorth (VF et VQ : Jean Barney) : sénateur dirigeant du Conseil Mondial de Rapatriement
- Gabrielle Byndloss : Olivia Walker

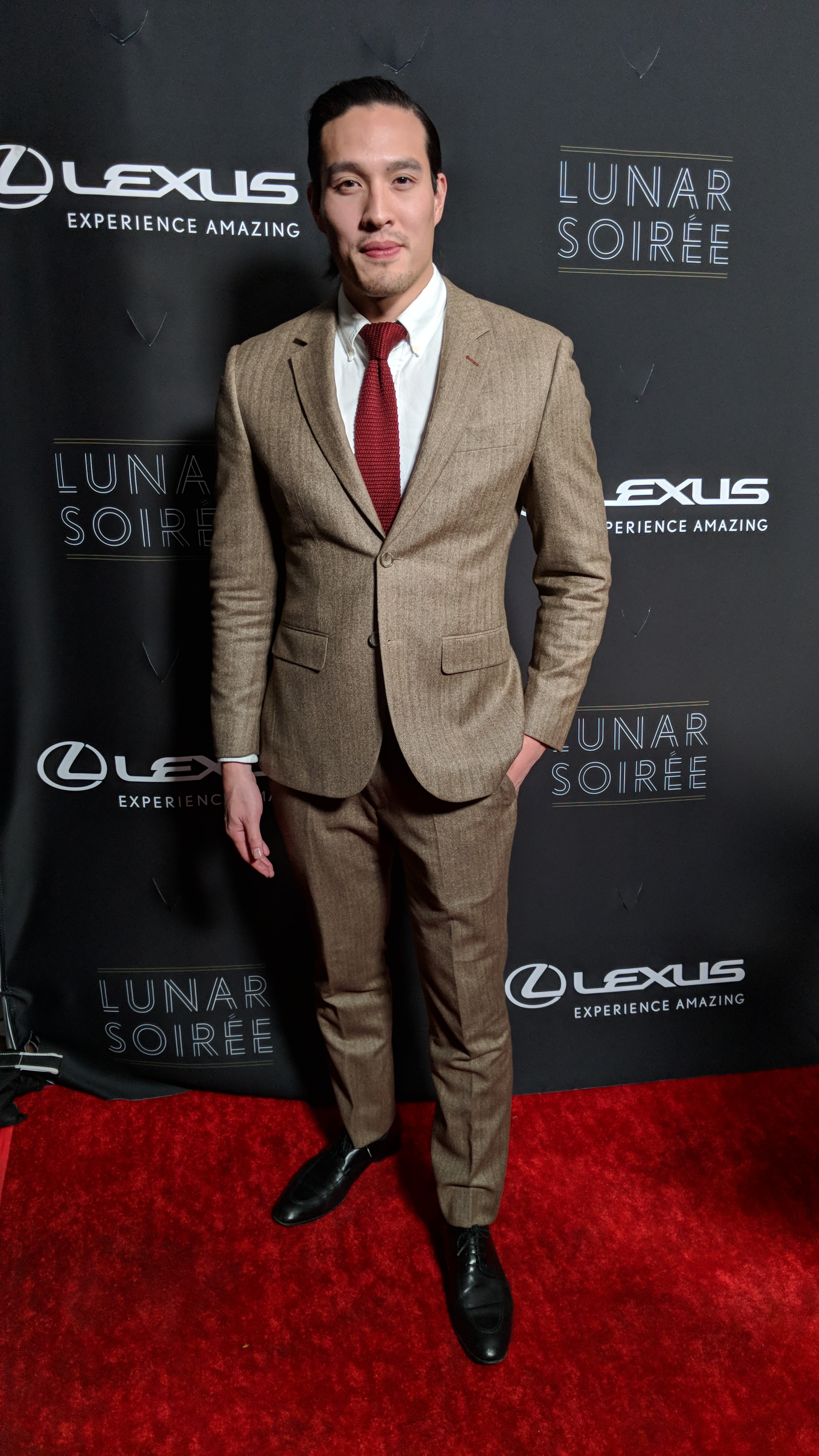
Desmond Chiam dans le rôle de Dovich
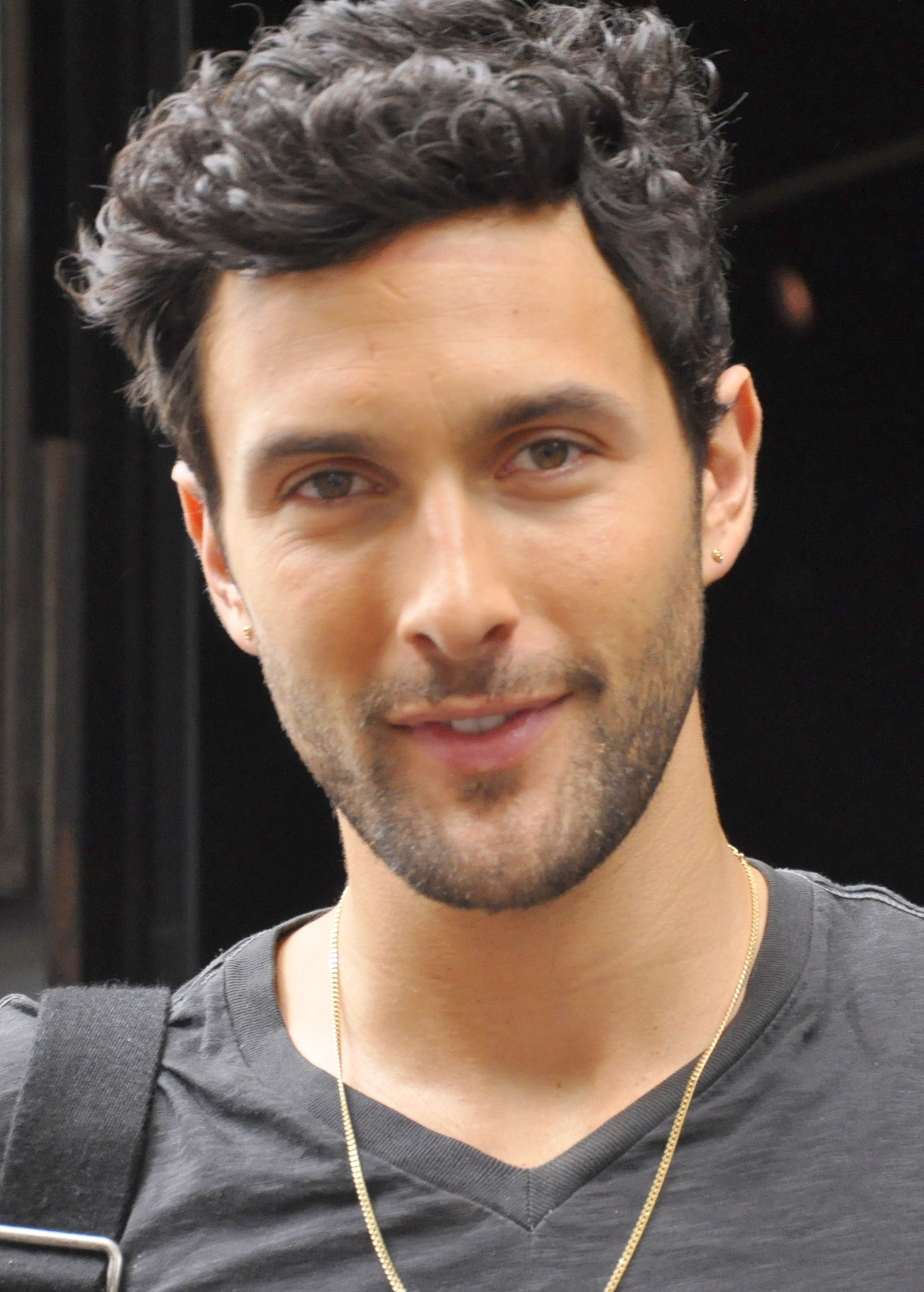
Noah Mills dans le rôle de Nico
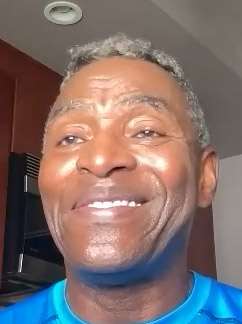
Carl Lumbly dans le rôle d'Isaiah Bradley

### Invités
- Ken Takemoto (VF : Jean-Claude Donda) : Yori, père d'une des victimes de Barnes (épisodes 1 et 6)
- Miki Ishikawa (VF : Marie Tirmont) : Leah (épisodes 1 et 6)
- Akie Kotabe : RJ (épisode 1)
- Vince Pisani (VF : Philippe Bozo) : le banquier des Wilson (épisode 1)
- Sara Haines : elle-même (épisode 2)
- Imelda Corcoran : Selby (épisode 3)
- Olli Haaskivi (VF : Jérémy Bardeau) : Dr Nagel (épisode 3)
- Veronica Falcón : Donya Madani (épisodes 3 et 4)
- Janeshia Adams-Ginyard : Nomble (épisodes 4 et 5)
- Zola Williams : Yama (épisodes 4 et 5)

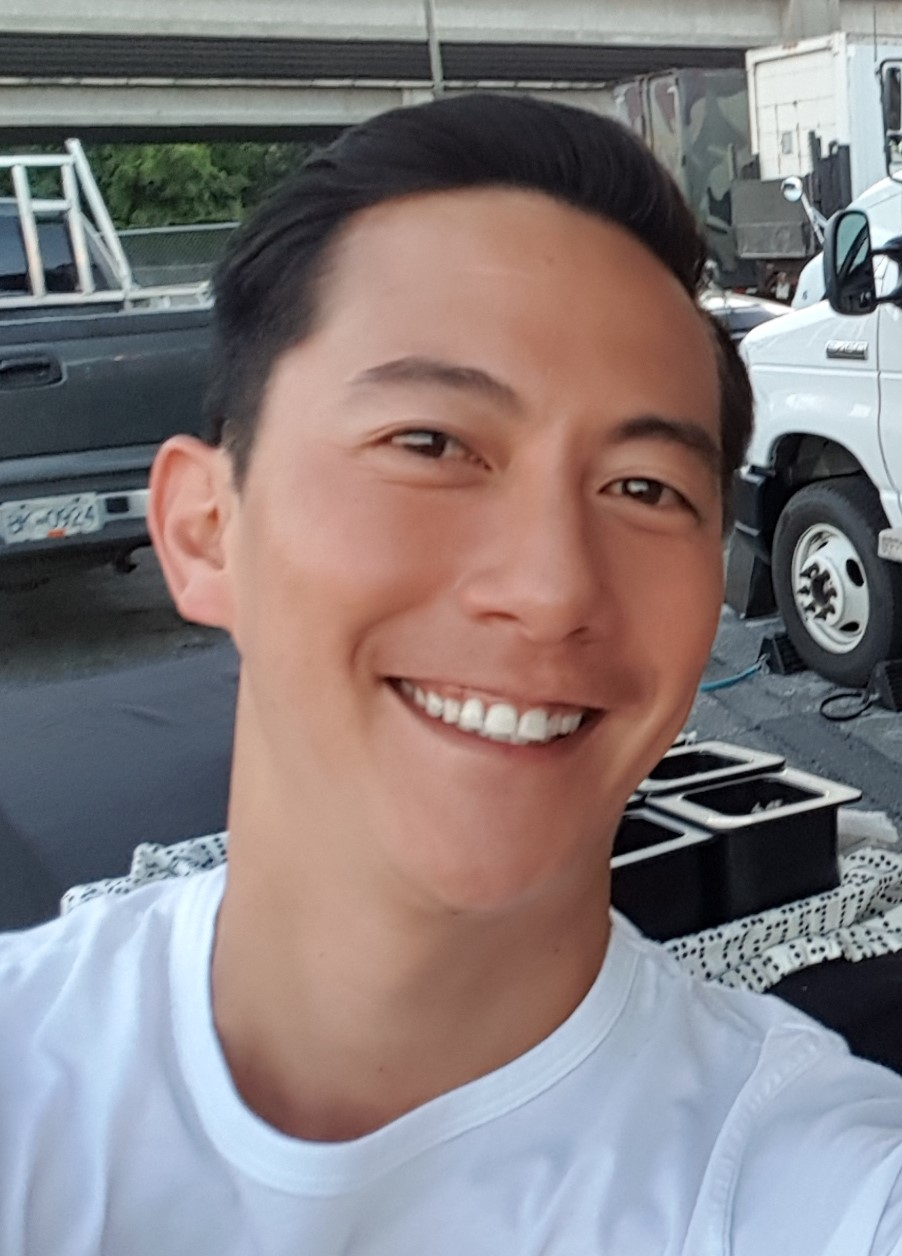
Akie Kotabe dans le rôle de RJ
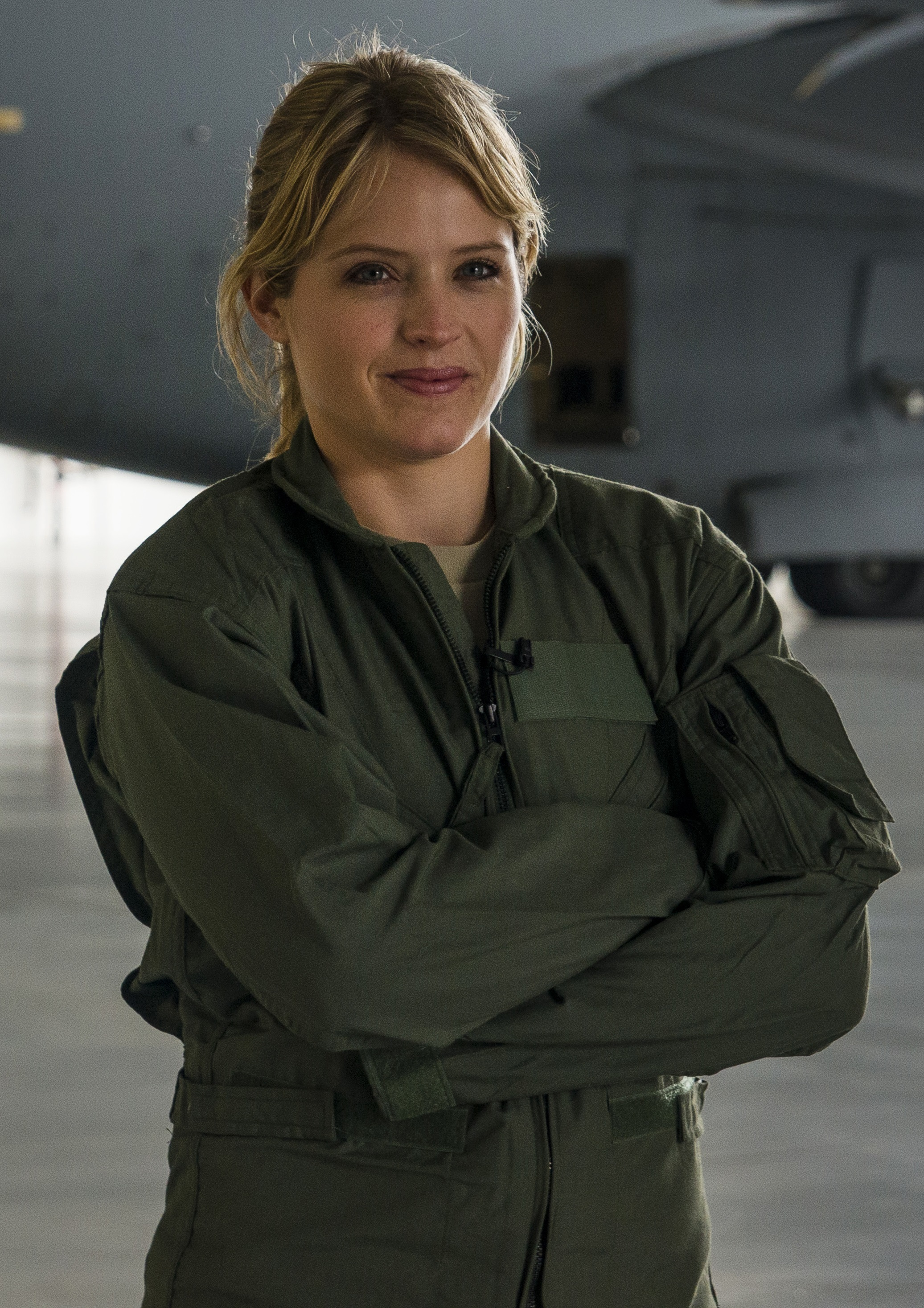
Sara Haines dans son prôpre rôle
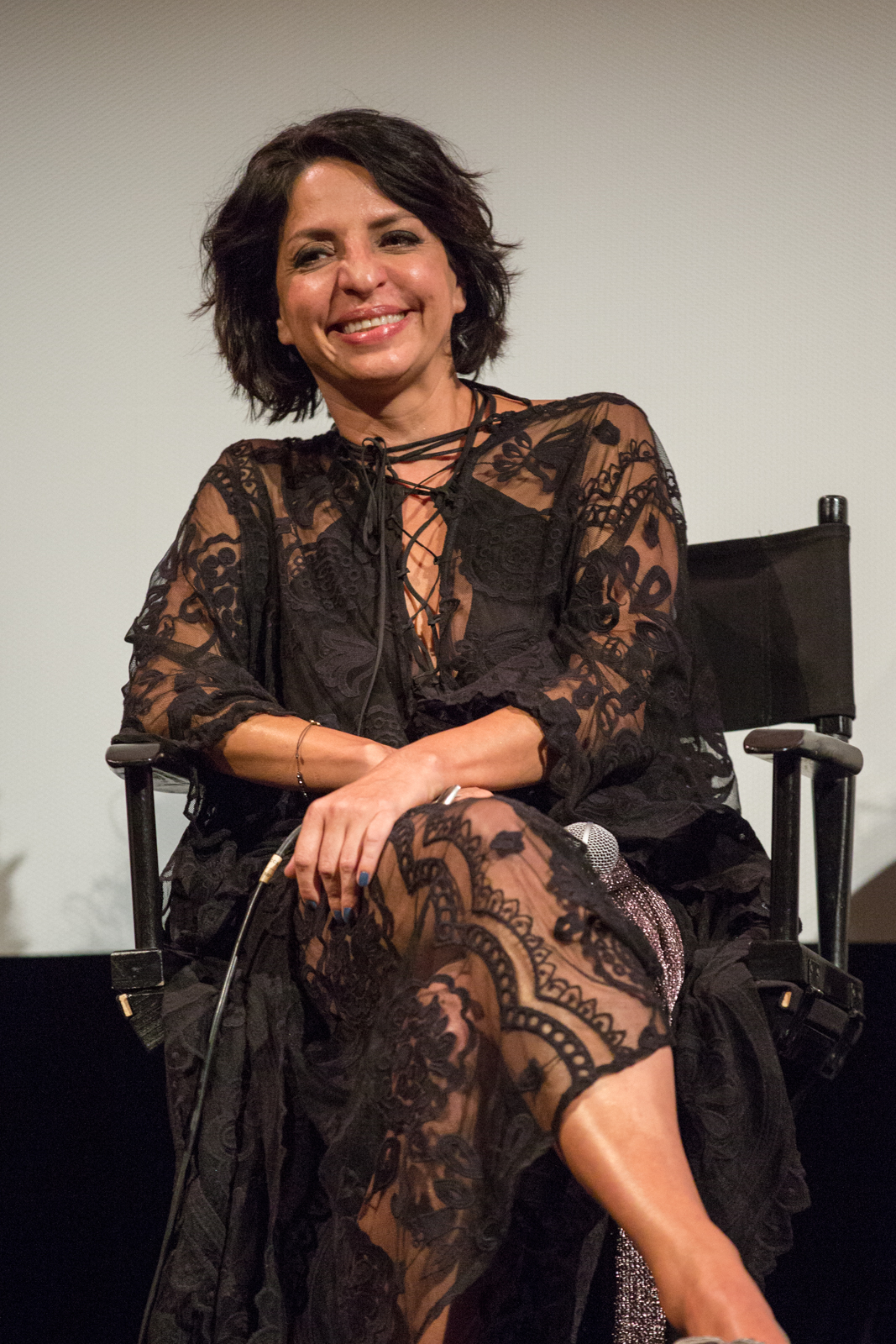
Veronica Falcón dans le rôle de Donya Madani
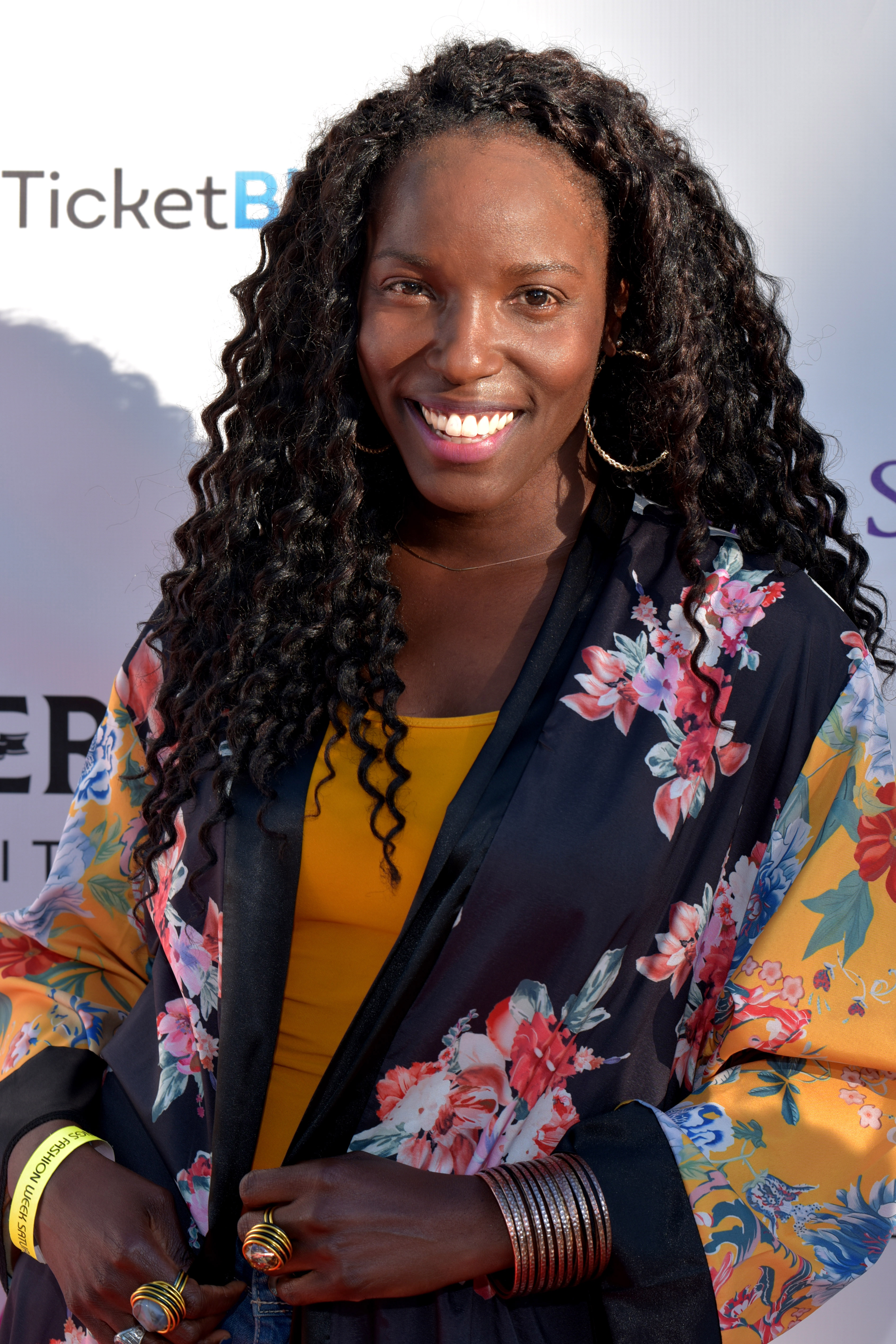
Janeshia Adams-Ginyard dans le rôle de Nomble

## Production

### Genèse et développement
En septembre 2018, Marvel Studios lance le développement de plusieurs mini-séries pour une diffusion destinée au service de vidéo-à-la-demande par abonnement de sa société mère The Walt Disney Company, Disney+, dont le but est d'approfondir l'histoire des personnages secondaires des films de l'univers cinématographique Marvel. Les acteurs qui incarnaient les personnages dans les films reprennent leurs rôles. Chaque série doit alors être composée de six à huit épisodes, dont le « budget rivaliserait avec celui d'une production d'un important studio ». Les séries seront produites par Marvel Studios et son président Kevin Feige, tout comme pour les films. 
Les acteurs Mackie et Stan avaient tous deux exprimé leur intérêt à jouer ensemble dans une série dérivée des films, comparant l'idée à un buddy movie comme Midnight Run (1988) ou 48 Heures (1982). C'était d'ailleurs l'intention de Marvel Studios d'utiliser le format "copain à deux mains" comme dans ces films. Chaque scénariste a développé son idée avec un cadre défini par Marvel Studios. Malcolm Spellman a travaillé avec Nate Moore et son aidée était axée sur la race et l'identité. Il a notamment cité 48 Heures, La Chaîne (1958), L'Arme fatale (1987) et Rush Hour (1998) comme exemples de films mettant en scène deux amis et traitant de problèmes racistes. Malcolm Spellman est finalement embauché à l'écriture de la série à la fin du mois d'octobre 2018. Kevin Feige a estimé qu'il correspondait à la bonne personne pour le poste, car il comprenait ce qu'il fallait pour rendre la série amusante tout en y incorporant de l'action.
Marvel et Disney annoncent officiellement la série en avril 2019, avec le titre The Falcon and the Winter Soldier. Le mois suivant, la production confirme que la mini-série sera composée de six épisodes, tandis que Kari Skogland est embauchée à la réalisation. Il a également été précisé que chaque épisode aurait une durée compris entre 45 et 55 minutes, et que le budget pour chacun atteindrait les 25 millions de dollars. Fin janvier 2020, Deadline annonce que la série sera diffusée en août de la même année. 

### Scénario
La série se déroule six mois après le film Avengers: Endgame, qui symbolise la retraite de Steve Rogers et le passage du bouclier à Sam Wilson. Kevin Feige a déclaré que cela devait initialement correspondre à un passage classique du flambeau d'un héros à un autre », mais lorsque Marvel Studios a eu l'occasion de faire des séries télévisées pour Disney+, ils ont décidé d'étendre cela à une histoire entière sur Wilson, qui est d'ailleurs un homme noir devenant Captain America. Anthony Mackie hésitait à propos de la série car il pensait qu'elle ne pourrait pas égaler la qualité des films de l'univers cinématographique Marvel (MCU), et il ne voulait pas qu'un acteur noir occupe le premier rôle d'un potentiel premier échec de Marvel, mais il a été conquis par le scénario de Malcolm Spellman. Il a également déclaré que la série explorerait la trame de fond de son personnage et le traiterait comme un « homme ordinaire » vivant dans un monde de super-héros. Spellman a estimé que la série était « une belle progression » par rapport aux thèmes de l'identité raciale présentés dans Black Panther (2018), et il espérait que la série aurait un impact positif sur la jeunesse noire comme ça avait été le cas avec le film. Il a précisé qu'en plus de lui et de Moore, plus de la moitié des scénaristes était également noir, ce qui a renforcé la représentation dans la série de Wilson comme un « personnage résolument noir ».  
Le scénariste Derek Kolstad a rejoint l'équipe d'écriture de la série en juillet 2019 et a déclaré qu'il tenterait d'apporter « un clin d'œil » au style de la saga de films John Wick. Kevin Feige a déclaré que la série refléterait davantage le monde réel, tandis que le compositeur de la série, Henry Jackman, a affirmé que des « questions délicates », telles que le type de personne qui devrait tenir le bouclier, seraient employées. Kari Skogland a ajouté que d'autres sujets d'actualité difficiles à aborder seraient présentés dans la série. Plus tard, Sebastian Stan a déclaré que les téléspectateurs seraient en mesure de comparer les événements de la série à la prise d'assaut du Capitole en 2021, bien que la série ait été écrite avant l'évènement.
L'Éclipse, qui correspond au moment écoulé entre la disparition de la moitié des êtres vivants dans Avengers: Infinity War et leur résurrection dans Avengers: Endgame, est la « principale source de conflit » de la série, Malcolm Spellman notant qu'ils voulaient que cette crise soit quelque chose à quoi les téléspectateurs pourraient s'identifier, ajoutant que les héros, leurs problèmes et leurs visions du monde étaient en rapport avec l'actualité. Il a également fait un parallèle entre l'Éclipse et la pandémie Covid-19, puisque le cadre de la série a été décrit comme « un monde luttant pour la stabilité après une catastrophe mondiale ». Il a estimé qu'une catastrophe mondiale comme l'Éclipse ou une pandémie pourrait unir ou diviser le monde, et chaque épisode de la série est défini par cette notion. D'ailleurs, les antagonistes de la série, les Flag-Smashers, un groupe anarchiste et antinationaliste qui croit que le monde était meilleur pendant l'Éclipse, est « né » de cet événement. Kari Skogland pensait qu'établir la série six mois après l'Éclipse était essentiel, car c'est à ce moment-là que les problèmes de chacun refont surface. Les coproducteurs exécutifs Zoie Nagelhout et Nate Moore ont déclaré que la série montrerait Sam Wilson et Bucky Barnes en train d'essayer de rechercher leur identité, thème principal de la série.
Henry Jackman a décrit la série comme un drame psychologique, tandis que Mackie et Stan ont dit qu'elle ressemblait plutôt à « une épopée de super-héros en partie bourrée d'action et d'humour ». Sebastian Stan a également comparé le ton de la série à celui de Captain America : Le Soldat de l'hiver. Il a ajouté que le fait d'avoir un temps d'écran plus élevé qu'un film permettait à la série d'explorer la vie personnelle des personnages principaux et de montrer à quoi ressemble une journée dans chacune de leurs vies, et il a déclaré que cela combinerait la relation existante des personnages avec la dynamique des acteurs hors écran. Spellman désirait laisser les acteurs montrer leurs talents plutôt que de simplement se concentrer sur l'action. Les scénaristes se sont également inspirés des différentes interviews de presse réalisées avec les deux acteurs pour créer une complicité entre les personnages.
Malcolm Spellman a utilisé sa connaissance générale des bandes dessinées et du MCU pour créer la série, plutôt que de se baser essentiellement sur les bandes dessinées. Kari Skogland a ajouté que les scénaristes avaient créé des personnages uniques pour la série et qu'ils s'aidaient des bandes dessinées pour leur trouver des noms appropriés. Avec l'acquisition de 21st Century Fox par Disney, les droits des films centrés sur les X-Men et les Quatre Fantastiques ont permis à Marvel Studios d'inclure des éléments de ces propriétés dans la série, comme l'emplacement de Madripoor, qui a été décrit comme un Easter Egg par Kevin Feige.

### Attribution des rôles
Avec l'annonce officielle de la série en avril 2019, Anthony Mackie et Sebastian Stan sont directement confirmés dans la reprise de leurs rôles respectifs de Sam Wilson et de Bucky Barnes. Le mois suivant, Daniel Brühl et Emily VanCamp ont entamé des négociations pour reprendre leurs rôles de Helmut Zemo et de Sharon Carter, tous deux apparus dans Captain America: Civil War. En juillet 2019, Brühl rejoint la distribution, tandis que VanCamp est confirmée le mois suivant en même temps que Wyatt Russell. Il a été indiqué que ce dernier jouerait le rôle de John Walker / U.S. Agent. En novembre, des photos du tournage révèlent qu'Adepero Oduye apparaîtra dans la série. D'autres photos de tournage datant de septembre 2020 confirment la présence de Georges St-Pierre au sein de la série, ce dernier reprenant son rôle de Georges Batroc, apparu dans Captain America : Le Soldat de l'hiver. Le mois suivant, Danny Ramirez a été choisi pour interpréter Joaquin Torres, tandis qu'en décembre, Erin Kellyman rejoint la série pour prêter ses traits à Karli Morgenthau. En février 2021, Don Cheadle a révélé qu'il apparaîtrait dans la série, reprenant son rôle de James "Rhodey" Rhodes / War Machine, présent dans les films. Florence Kasumba reprend également son rôle d'Ayo, personnage présent dans quelques films de l'univers cinématographique Marvel.
En décembre 2019, Desmond Chiam et Miki Ishikawa rejoignent la distribution. En janvier 2020, la présence de Noah Mills au sein du casting est confirmée. Fin février, l'acteur Carl Lumbly intègre la distribution de la série pour y interpréter Isaiah Bradley. Un an plus tard, la bande-annonce de la série révèle qu'Amy Aquino a été choisie pour interpréter Christina Raynor, la thérapeute de Bucky.
En avril 2021, l'épisode cinq de la série introduit le personnage de Valentina de Fontaine, interprétée par Julia Louis-Dreyfus. À la suite de cette apparition, le magazine Vanity Fair dévoile qu'il était prévu à l'origine que l'actrice incarne le personnage pour la première fois dans le film Black Widow, repoussé à plusieurs reprises à cause de la pandémie de Covid-19.

### Tournage et post-production
Le 18 mai 2019, l'acteur Sebastian Stan confirme le début du tournage de la série pour octobre 2019. Le tournage commence officiellement le 31 octobre aux Pinewood Studios d'Atlanta, en Géorgie, sous le titre de travail Tag Team. Anthony Mackie et Sebastian Stan ont, pour leur part, réalisé leurs premières prises de vue le 4 novembre. Mackie a comparé la production de la série à celle d'un film de l'univers cinématographique Marvel (MCU), affirmant que c'était comme tourner un film de six heures qui serait ensuite découpé en épisodes individuels. Kevin Feige a précisé que la série aurait l'effet d'une « expérience cinématographique » d'un film du MCU mais à travers six épisodes, tandis que Kari Skogland a estimé que la série était comparable aux films puisqu'elle comportait de « l'action, de la comédie, un rythme constant, des visages familiers ainsi que des nouveaux personnages ». Elle s'est également inspirée des films de David Lean et de Macadam Cowboy (1969) pour réaliser la série, ainsi que du film français Intouchables (2011). 
Le tournage a eu lieu à Atlanta ainsi que dans ses alentours de novembre 2019 à février 2020. Emily VanCamp a filmé ses scènes en même temps que celles de la série The Resident, cette dernière ayant également été tournée à Atlanta. En janvier 2020, il se poursuit dans la ville d'Arecibo, à Porto Rico, pendant deux semaines. Cependant, à cause des tremblements de terre survenus dans le pays, la production a été suspendue. Le 3 mars, la production s'installe à Prague, en République tchèque, pendant trois semaines, jusqu'au 25 mars. Cependant, il est à nouveau interrompu à la suite de la pandémie de Covid-19, et toute l'équipe de la série est forcée de rentrer à Atlanta. Sebastian Stan a déclaré que le tournage serait terminé uniquement lorsqu'il pourrait se dérouler dans des conditions sûres, ce dernier estimant qu'il y aurait besoin d'au moins deux ou trois semaines de tournage supplémentaires. Début mai, la République tchèque a autorisé le redémarrage des productions télévisuelles et cinématographiques selon un protocole sanitaire strict.
La production de la série devait reprendre aux Pinewood Studios d'Atlanta en août. Kari Skogland a déclaré que l'équipe de la série savait exactement ce dont elle avait besoin pour filmer une fois que le tournage aurait repris. Le tournage a donc lieu à la gare d'Atlanta au cours du mois de septembre, tandis qu'Emily VanCamp termine ses prises de vue à la fin du même mois. Le tournage à Prague a repris le 10 octobre, notamment au cimetière d'Olšany et au monastère de Saint Gabriel à Smíchov. La production de la série s'est officiellement achevée le 23 octobre.
Kari Skogland a déclaré que l'équipe de la série a utilisé son temps à bon escient lorsque la production s'est arrêtée en raison de la pandémie, ce qui leur a permis de poursuivre le travail de post-production sur la série et de prendre des décisions qu'ils n'auraient habituellement pas eu le temps de prendre. Jeffrey Ford, Kelley Dixon, Todd Desrosiers et Rosanne Tan en ont profité pour monter différents épisodes de la série. 

#### Effets visuels
Les effets visuels ont été réalisés par Cantina Creative, Crafty Apes, Digital Frontier, Industrial Light & Magic, QPPE, Rodeo FX, Sony Pictures Imageworks, Stereo D, Technicolor VFX, Tippett Studio, Trixter et Weta Digital.
La série comporte près de 2 500 plans retouchés. Certains d'entre eux sont indistinguables comme le bouclier, recréé en 3D dans la plupart des scènes, ce qui permettait d'avoir un rendu parfait ainsi qu'une lumière idéalisée. Pour le bras robotique de Bucky Barnes, Legacy Effects a créé une prothèse que portait Sébastien Stan lors du tournage. Lorsque cela était nécessaire, l'acteur pouvait avoir les doigts à l'air libre pour manipuler les objets. Ainsi, dans 80 % des cas, le bras fut remplacé par une version numérique. Le même procédé fut utilisé pour le dernier épisode sur le costume de Captain America. En effet, à chaque fois qu'Anthony Mackie tournait la tête, son masque-cagoule se déformait et faisait des plis disgracieux. Là encore, le plan fut retouché afin d'obtenir un masque sans aucun pli.
Fin mars 2022, Disney + modifie certains épisodes de la série en enlevant du sang et modifie une scène jugée trop violente.

### Musique
Henry Jackman, qui a notamment composé la musique de Captain America : Le Soldat de l'hiver et Captain America: Civil War, a commencé à écrire la partition de la série en décembre 2020. Pour le thème du générique de fin, intitulé Louisiana Hero, Jackman a pris les thèmes de Falcon et du Soldat de l'Hiver et les a fusionnés pour créer un thème de super-héros complet, tout en y incorporant des éléments du genre blues, puisque Sam Wilson est originaire de Louisiane.
| The Falcon and the Winter Soldier: Vol. 1 (Episodes 1–3) [Original Soundtrack] | The Falcon and the Winter Soldier: Vol. 1 (Episodes 1–3) [Original Soundtrack] | The Falcon and the Winter Soldier: Vol. 1 (Episodes 1–3) [Original Soundtrack] | The Falcon and the Winter Soldier: Vol. 1 (Episodes 1–3) [Original Soundtrack] | The Falcon and the Winter Soldier: Vol. 1 (Episodes 1–3) [Original Soundtrack] | The Falcon and the Winter Soldier: Vol. 1 (Episodes 1–3) [Original Soundtrack] | The Falcon and the Winter Soldier: Vol. 1 (Episodes 1–3) [Original Soundtrack] | The Falcon and the Winter Soldier: Vol. 1 (Episodes 1–3) [Original Soundtrack] | The Falcon and the Winter Soldier: Vol. 1 (Episodes 1–3) [Original Soundtrack] | The Falcon and the Winter Soldier: Vol. 1 (Episodes 1–3) [Original Soundtrack] |
| No                                                                             | Titre                                                                          | Durée                                                                          |                                                                                |                                                                                |                                                                                |                                                                                |                                                                                |                                                                                |                                                                                |
| ------------------------------------------------------------------------------ | ------------------------------------------------------------------------------ | ------------------------------------------------------------------------------ | ------------------------------------------------------------------------------ | ------------------------------------------------------------------------------ | ------------------------------------------------------------------------------ | ------------------------------------------------------------------------------ | ------------------------------------------------------------------------------ | ------------------------------------------------------------------------------ | ------------------------------------------------------------------------------ |
| 1.                                                                             | Louisiana Hero                                                                 | 2:14                                                                           |                                                                                |                                                                                |                                                                                |                                                                                |                                                                                |                                                                                |                                                                                |
| 2.                                                                             | Tough Act to Follow                                                            | 1:16                                                                           |                                                                                |                                                                                |                                                                                |                                                                                |                                                                                |                                                                                |                                                                                |
| 3.                                                                             | Airborne Operation                                                             | 5:56                                                                           |                                                                                |                                                                                |                                                                                |                                                                                |                                                                                |                                                                                |                                                                                |
| 4.                                                                             | Smithsonian Tribute                                                            | 0:53                                                                           |                                                                                |                                                                                |                                                                                |                                                                                |                                                                                |                                                                                |                                                                                |
| 5.                                                                             | Nightmares                                                                     | 1:22                                                                           |                                                                                |                                                                                |                                                                                |                                                                                |                                                                                |                                                                                |                                                                                |
| 6.                                                                             | What Do You Want?                                                              | 1:22                                                                           |                                                                                |                                                                                |                                                                                |                                                                                |                                                                                |                                                                                |                                                                                |
| 7.                                                                             | Pluck Up the Nerve                                                             | 1:53                                                                           |                                                                                |                                                                                |                                                                                |                                                                                |                                                                                |                                                                                |                                                                                |
| 8.                                                                             | New Agitators                                                                  | 1:13                                                                           |                                                                                |                                                                                |                                                                                |                                                                                |                                                                                |                                                                                |                                                                                |
| 9.                                                                             | The Wrong Guy                                                                  | 1:38                                                                           |                                                                                |                                                                                |                                                                                |                                                                                |                                                                                |                                                                                |                                                                                |
| 10.                                                                            | America's Sweetheart                                                           | 1:05                                                                           |                                                                                |                                                                                |                                                                                |                                                                                |                                                                                |                                                                                |                                                                                |
| 11.                                                                            | No Parachute                                                                   | 1:29                                                                           |                                                                                |                                                                                |                                                                                |                                                                                |                                                                                |                                                                                |                                                                                |
| 12.                                                                            | Stakeout                                                                       | 1:39                                                                           |                                                                                |                                                                                |                                                                                |                                                                                |                                                                                |                                                                                |                                                                                |
| 13.                                                                            | Outmatched                                                                     | 2:46                                                                           |                                                                                |                                                                                |                                                                                |                                                                                |                                                                                |                                                                                |                                                                                |
| 14.                                                                            | Safe House                                                                     | 2:41                                                                           |                                                                                |                                                                                |                                                                                |                                                                                |                                                                                |                                                                                |                                                                                |
| 15.                                                                            | Someone You Should Meet                                                        | 1:09                                                                           |                                                                                |                                                                                |                                                                                |                                                                                |                                                                                |                                                                                |                                                                                |
| 16.                                                                            | Overlooked For Promotion                                                       | 1:20                                                                           |                                                                                |                                                                                |                                                                                |                                                                                |                                                                                |                                                                                |                                                                                |
| 17.                                                                            | Warranted Attention                                                            | 1:03                                                                           |                                                                                |                                                                                |                                                                                |                                                                                |                                                                                |                                                                                |                                                                                |
| 18.                                                                            | Fraying Edges                                                                  | 2:04                                                                           |                                                                                |                                                                                |                                                                                |                                                                                |                                                                                |                                                                                |                                                                                |
| 19.                                                                            | Take One For the Team                                                          | 2:21                                                                           |                                                                                |                                                                                |                                                                                |                                                                                |                                                                                |                                                                                |                                                                                |
| 20.                                                                            | Unnecessary Use of Force                                                       | 1:48                                                                           |                                                                                |                                                                                |                                                                                |                                                                                |                                                                                |                                                                                |                                                                                |
| 21.                                                                            | Prison Break                                                                   | 4:41                                                                           |                                                                                |                                                                                |                                                                                |                                                                                |                                                                                |                                                                                |                                                                                |
| 22.                                                                            | A Marriage of Convenience                                                      | 0:32                                                                           |                                                                                |                                                                                |                                                                                |                                                                                |                                                                                |                                                                                |                                                                                |
| 23.                                                                            | A Pure Heart                                                                   | 1:48                                                                           |                                                                                |                                                                                |                                                                                |                                                                                |                                                                                |                                                                                |                                                                                |
| 24.                                                                            | Town                                                                           | 1:24                                                                           |                                                                                |                                                                                |                                                                                |                                                                                |                                                                                |                                                                                |                                                                                |
| 25.                                                                            | Attack, Soldier!                                                               | 1:47                                                                           |                                                                                |                                                                                |                                                                                |                                                                                |                                                                                |                                                                                |                                                                                |
| 26.                                                                            | Breaking Character                                                             | 2:29                                                                           |                                                                                |                                                                                |                                                                                |                                                                                |                                                                                |                                                                                |                                                                                |
| 27.                                                                            | Bad Science                                                                    | 3:30                                                                           |                                                                                |                                                                                |                                                                                |                                                                                |                                                                                |                                                                                |                                                                                |
| 28.                                                                            | Masked Man                                                                     | 1:20                                                                           |                                                                                |                                                                                |                                                                                |                                                                                |                                                                                |                                                                                |                                                                                |
| 29.                                                                            | Dissent and Disillusionment                                                    | 1:08                                                                           |                                                                                |                                                                                |                                                                                |                                                                                |                                                                                |                                                                                |                                                                                |
| 30.                                                                            | Radicalized                                                                    | 1:19                                                                           |                                                                                |                                                                                |                                                                                |                                                                                |                                                                                |                                                                                |                                                                                |
| 31.                                                                            | Star Spangled Man (interprétée par The Captain America Drum Corps)             | 1:44                                                                           |                                                                                |                                                                                |                                                                                |                                                                                |                                                                                |                                                                                |                                                                                |
| 58:54                                                                          |                                                                                |                                                                                |                                                                                |                                                                                |                                                                                |                                                                                |                                                                                |                                                                                |                                                                                |

| The Falcon and the Winter Soldier: Vol. 2 (Episodes 4–6) [Original Soundtrack] | The Falcon and the Winter Soldier: Vol. 2 (Episodes 4–6) [Original Soundtrack] | The Falcon and the Winter Soldier: Vol. 2 (Episodes 4–6) [Original Soundtrack] | The Falcon and the Winter Soldier: Vol. 2 (Episodes 4–6) [Original Soundtrack] | The Falcon and the Winter Soldier: Vol. 2 (Episodes 4–6) [Original Soundtrack] | The Falcon and the Winter Soldier: Vol. 2 (Episodes 4–6) [Original Soundtrack] | The Falcon and the Winter Soldier: Vol. 2 (Episodes 4–6) [Original Soundtrack] | The Falcon and the Winter Soldier: Vol. 2 (Episodes 4–6) [Original Soundtrack] | The Falcon and the Winter Soldier: Vol. 2 (Episodes 4–6) [Original Soundtrack] | The Falcon and the Winter Soldier: Vol. 2 (Episodes 4–6) [Original Soundtrack] |
| No                                                                             | Titre                                                                          | Artist                                                                         | Durée                                                                          |                                                                                |                                                                                |                                                                                |                                                                                |                                                                                |                                                                                |
| ------------------------------------------------------------------------------ | ------------------------------------------------------------------------------ | ------------------------------------------------------------------------------ | ------------------------------------------------------------------------------ | ------------------------------------------------------------------------------ | ------------------------------------------------------------------------------ | ------------------------------------------------------------------------------ | ------------------------------------------------------------------------------ | ------------------------------------------------------------------------------ | ------------------------------------------------------------------------------ |
| 1.                                                                             | Louisiana Hero (Reprise)                                                       |                                                                                | 3:22                                                                           |                                                                                |                                                                                |                                                                                |                                                                                |                                                                                |                                                                                |
| 2.                                                                             | You're Free                                                                    |                                                                                | 1:58                                                                           |                                                                                |                                                                                |                                                                                |                                                                                |                                                                                |                                                                                |
| 3.                                                                             | Master Manipulator                                                             |                                                                                | 1:03                                                                           |                                                                                |                                                                                |                                                                                |                                                                                |                                                                                |                                                                                |
| 4.                                                                             | Once More Into the Fray                                                        |                                                                                | 2:52                                                                           |                                                                                |                                                                                |                                                                                |                                                                                |                                                                                |                                                                                |
| 5.                                                                             | Live Accordingly                                                               |                                                                                | 1:51                                                                           |                                                                                |                                                                                |                                                                                |                                                                                |                                                                                |                                                                                |
| 6.                                                                             | Mêlée à Trois                                                                  |                                                                                | 1:03                                                                           |                                                                                |                                                                                |                                                                                |                                                                                |                                                                                |                                                                                |
| 7.                                                                             | A Losing Battle                                                                |                                                                                | 1:04                                                                           |                                                                                |                                                                                |                                                                                |                                                                                |                                                                                |                                                                                |
| 8.                                                                             | Passacaglia                                                                    |                                                                                | 2:44                                                                           |                                                                                |                                                                                |                                                                                |                                                                                |                                                                                |                                                                                |
| 9.                                                                             | Relieved of Duty                                                               |                                                                                | 2:25                                                                           |                                                                                |                                                                                |                                                                                |                                                                                |                                                                                |                                                                                |
| 10.                                                                            | Sokovian Memorial                                                              |                                                                                | 1:56                                                                           |                                                                                |                                                                                |                                                                                |                                                                                |                                                                                |                                                                                |
| 11.                                                                            | Isaiah Bradley                                                                 |                                                                                | 3:41                                                                           |                                                                                |                                                                                |                                                                                |                                                                                |                                                                                |                                                                                |
| 12.                                                                            | Backstory                                                                      |                                                                                | 1:51                                                                           |                                                                                |                                                                                |                                                                                |                                                                                |                                                                                |                                                                                |
| 13.                                                                            | Real Partners                                                                  |                                                                                | 1:33                                                                           |                                                                                |                                                                                |                                                                                |                                                                                |                                                                                |                                                                                |
| 14.                                                                            | Home Truths                                                                    |                                                                                | 2:25                                                                           |                                                                                |                                                                                |                                                                                |                                                                                |                                                                                |                                                                                |
| 15.                                                                            | Opening Gambit                                                                 |                                                                                | 3:05                                                                           |                                                                                |                                                                                |                                                                                |                                                                                |                                                                                |                                                                                |
| 16.                                                                            | Leading the Charge                                                             |                                                                                | 2:41                                                                           |                                                                                |                                                                                |                                                                                |                                                                                |                                                                                |                                                                                |
| 17.                                                                            | Flag Smasher Fight                                                             |                                                                                | 1:46                                                                           |                                                                                |                                                                                |                                                                                |                                                                                |                                                                                |                                                                                |
| 18.                                                                            | Fall from Grace                                                                |                                                                                | 3:02                                                                           |                                                                                |                                                                                |                                                                                |                                                                                |                                                                                |                                                                                |
| 19.                                                                            | Elegy                                                                          |                                                                                | 1:53                                                                           |                                                                                |                                                                                |                                                                                |                                                                                |                                                                                |                                                                                |
| 20.                                                                            | Captain America                                                                |                                                                                | 3:27                                                                           |                                                                                |                                                                                |                                                                                |                                                                                |                                                                                |                                                                                |
| 21.                                                                            | An Unbalanced Mind                                                             |                                                                                | 2:11                                                                           |                                                                                |                                                                                |                                                                                |                                                                                |                                                                                |                                                                                |
| 22.                                                                            | Into the Tunnels                                                               |                                                                                | 1:49                                                                           |                                                                                |                                                                                |                                                                                |                                                                                |                                                                                |                                                                                |
| 23.                                                                            | Making Amends                                                                  |                                                                                | 3:51                                                                           |                                                                                |                                                                                |                                                                                |                                                                                |                                                                                |                                                                                |
| 24.                                                                            | Never Forget                                                                   |                                                                                | 2:07                                                                           |                                                                                |                                                                                |                                                                                |                                                                                |                                                                                |                                                                                |
| 25.                                                                            | Epilogue                                                                       |                                                                                | 0:52                                                                           |                                                                                |                                                                                |                                                                                |                                                                                |                                                                                |                                                                                |
| 26.                                                                            | On and On (interprétée par Curtis Harding)                                     |                                                                                | 4:01                                                                           |                                                                                |                                                                                |                                                                                |                                                                                |                                                                                |                                                                                |
| 60:33                                                                          |                                                                                |                                                                                |                                                                                |                                                                                |                                                                                |                                                                                |                                                                                |                                                                                |                                                                                |

### Promotion
Le tout premier aperçu de la série a été dévoilé au Comic-Con de San Diego en 2019, mettant en vedette Daniel Brühl dans le rôle de Zemo. Le personnage porte son traditionnel masque violet issu des bandes dessinées. Kari Skogland s'est rendue à Budapest, où Brühl tournait L'Aliéniste, pour réaliser ce court aperçu. 
En décembre 2019, Kevin Feige a dévoilé les premières images de la série lors du Comic Con Experience, que Matt Goldberg, de chez Collider, a décrit comme plus ancrées, contrairement à WandaVision, dans un thriller d'espionnage standard, ressemblant aux films centrés sur Captain America. Une publicité pour la série ainsi que pour WandaVision et Loki a été diffusée pendant le Super Bowl LIV. Julia Alexander, de The Verge, a déclaré qu'il n'y avait pas beaucoup d'images, mais qu'elles offraient « suffisamment d'aperçus pour taquiner les fans ». Haleigh Foutch, de chez Collider, a déclaré que les publicités dévoilées par Marvel ont littéralement « volé la vedette ». Une bande-annonce de la série a également été publiée lors de la Journée des investisseurs Disney en décembre 2020. Les journalistes de Polygon ont déclaré que la bande-annonce avait une portée similaire à celle d'un film de l'univers cinématographique Marvel (MCU). Ils ont également mis en évidence les méchants de la série que la bande-annonce présentait : Zemo et les Flag-Smashers. Angie Han, de chez Mashable, a estimé que la bande-annonce promettait des séquences d'action explosives, des méchants très effrayants et - le meilleur - un retour des personnages de Captain America: Civil War. 
Un spot télévisé, qui a été diffusé lors du Super Bowl LV, a annoncé la sortie de la deuxième bande annonce de la série. Sur divers réseaux sociaux, la bande annonce et le spot télévisé ont enregistré plus de 125 millions de vues combinées en 24 heures. La bande-annonce est devenue la plus regardée pour une série en streaming, dépassant les 53 millions de vues de la bande-annonce de WandaVision de septembre 2020. 217 000 mentions de la série ont également été enregistrées sur les réseaux sociaux. 

### Fiche technique
- Titre original : The Falcon and the Winter Soldier
- Titre français et québécois : Falcon et le Soldat de l'hiver
- Création : Malcolm Spellman, d'après les personnages créés par Stan Lee, Gene Colan, Joe Simon, Jack Kirby, Ed Brubaker et Steve Epting
- Réalisation : Kari Skogland
- Scénario : Malcolm Spellman et Derek Kolstad
- Direction artistique : Jennifer Bash, Andres Cubillan, Kevin Houlihan, Sean Ryan Jennings et Brian Stultz
- Décors : Katerina Koutská et Anne Kuljian
- Costumes : Michael Crow et Eric Daman
- Photographie : P. J. Dillon
- Montage : Jeffrey Ford et Kelley Dixon
- Musique : Henry Jackman
- Casting : Sarah Finn et Jason B. Stamey
- Production : Malcolm Spellman
  - Production exécutive : Kevin Feige, Louis D'Esposito, Victoria Alonso, Nate Moore et Kari Skogland
- Société de production : Marvel Studios
- Société de distribution : Disney Media Distribution
- Pays d'origine :  États-Unis
- Langue originale : anglais
- Format : couleur - 2,39:1 - son Dolby Atmos
- Genres : super-héros, action
- Durée : entre 49 et 60 minutes
- Budget : 150 000 000 $
- Diffuseur : Disney+
- Sortie : 19 mars 2021 - 23 avril 2021
- Classification : 12+ sur Disney+

## Épisodes
La série a été diffusée entre le 19 mars 2021 et le 23 avril 2021:
1. Un nouvel ordre (New World Order)
2. L’homme à la Bannière étoilée (The Star-Spangled Man)
3. Trafic d’influence (Power Broker)
4. Le monde nous regarde (The Whole World Is Watching)
5. La vérité (Truth)
6. Un seul monde, un seul peuple (One World, One People)

## Distinctions

### Récompenses
- MTV Movie & TV Awards :
  - Meilleur héros pour Anthony Mackie
  - Meilleur duo pour Sebastian Stan et Anthony Mackie

### Nominations
- Golden Trailer Awards : Meilleur BTS/EKP pour une série télévisée (moins de 2 minutes)
- Black Reel Awards : 
  - Meilleur showrunner pour Malcolm Spellman
  - Meilleur acteur dans une série télévisée dramatique pour Anthony Mackie
  - Meilleur scénario pour une série télévisée pour Malcolm Spellamnan (pour "Un nouvel ordre")
  - Meilleur acteur secondaire dans une série télévisée dramatique pour Carl Lumbly
  - Meilleure actrice secondaire dans une série télévisée dramatique pour Florence Kasumba
- Gold Derby TV Awards :  
  - Meilleur acteur dramatique pour Sebastian Stan
  - Meilleur acteur dramatique secondaire pour :
    - Daniel Brühl
    - Wyatt Russel

  - Meilleure actrice invitée pour Julia Louis-Dreyfus
- Hollywood Critics Association TV Awards : 
  - Meilleure acteur dans une série télévisée dramatique pour Anthony Mackie
  - Meilleur acteur dramatique secondaire pour :
    - Daniel Brühl
    - Wyatt Russel
- Creative Arts Emmy Awards : 
  - Meilleur acteur invité dans une série télévisée dramatique pour Don Cheadle (pour "Un nouvel ordre")
  - Meilleure montage sonore pour une série comique ou dramatique pour Matthew Wood, Bonnie Wild, James Spencer, Richard Quinn, Steve Slanec, Kimberly Patrick, Teresa Eckton, Frank Rinella, Devon Kelley, Larry Oatfield, Anele Onyekwere, Dan Pinder, Ronni Brown, Andrea Gard (pour "Un seul monde, un seul peuple")
  - Meilleurs effets visuels pour une série ou un film pour Eric Leven, Mike May, John Haley, Daniel Mellitz, Chris Waegner, Charles Tait, Sébastien Francoeur, Chris Morley, Mark LeDoux
  - Meilleure coordination de cascades pour Hank Amos, Dave Macomber
  - Meilleures cascades pour John Nania, Aaron Toney, Justin Eaton (pour "La vérite")